# Chiesa di San Cipriano (Venezia, Malamocco)
La piccola chiesa di San Cipriano a Malamocco fu il primo insediamento benedettino di quella che sarebbe poi divenuta un'abbazia benedettina. Del sito, abbandonato nel 1111 per trasferirsi nel ricostituito complesso di San Cipriano a Murano, non rimane oggi più traccia.

## Storia
La chiesa fu fondata dal doge Giovanni II Partecipazio nell'881 In una località chiamata «la Vigna» nei pressi dell'abitato antico di Malamocco, luogo oggi difficilmente identificabile. Nel 1098 la chiesa, dipendente dalla cappella dogale, fu donata dal doge Vitale I Michiel all'abbazia di San Benedetto in Polirone affinché vi si affiancasse un convento. Negli anni immediatamente successivi la nuova istituzione fu arricchita dalle donazioni di terreni a Conche, vicino a Chioggia, e a Carpenedo.  Nel 1106 un forte terremoto seguito da un maremoto mise a repentaglio il nucleo di Malamocco rendendo il sito conventuale inabitabile. A seguito di queste vicissitudini Il doge Ordelaf Falier, in accordo con il patriarca gradense Giovanni Gradenigo, concesse lo spostamento dell'abbazia in un altro luogo del dogado. Venne prescelto un appezzamento di Murano donato nel 1109 da un certo Pietro Gradenigo. Già nel 1111 i monaci poterono entrare nelle nuove costruzioni abbandonando il sito originario al suo destino.